# Сан-Мартін-де-Рубіалес
Сан-Мартін-де-Рубіалес (ісп. San Martín de Rubiales) — муніципалітет в Іспанії, у складі автономної спільноти Кастилія-і-Леон, у провінції Бургос. Населення — 174 особи (2010).
Муніципалітет розташований на відстані близько 140 км на північ від Мадрида, 80 км на південь від Бургоса.

## Демографія
Динаміка населення (INE ):

## Галерея зображень

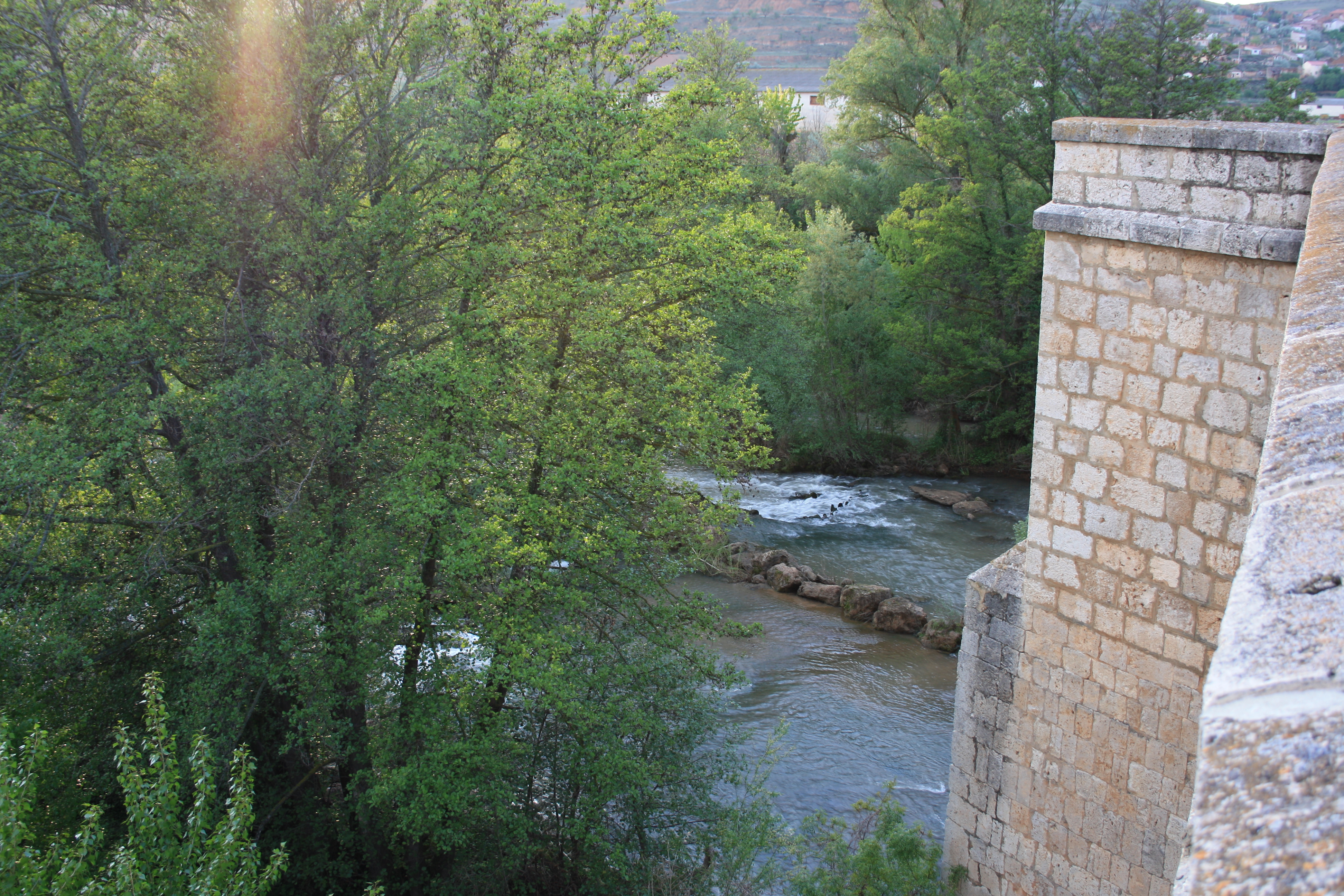
Середньовічний міст